# Oute Waal
Oute Waal dan wel Mollenmuur (1996) is een artistiek kunstwerk in Amsterdam-Oost. Het werk werd geïnitieerd door Stadsdeel Oost (dat hier kantoor voerde) en het Amsterdamse Fonds voor de Kunst.
Het betreft een aantal tableaus ontworpen door kunstenaar Ingrid Pasmans (Amby, 1964). Ze zijn aangebracht op de keermuur die het hoogteverschil in stand moet houden tussen de terreinen van het voormalige Burgerziekenhuis (hoog) en de Oetewalerstraat (laag). De kunstenaar liet zich inspireren door mollen die hier al eeuwen de grond betunnelen en omspitten. Voor de afbeeldingen van mollen en mollennesten gebruikte ze prenten uit een boekwerk uit 1897, de tijd dat deze buurt werd (her-)ingericht. Volgens gebruik werden op die prenten de diverse onderdelen aangegeven door letters, geduid door een legenda elders op de pagina. De kunstenaar gebruikt die letters ook in de weergave, maar laat ze vervolgens verwaaien in de geschiedenis (hier naar andere tableaus). Een van de tableaus laat voorts nog een oude landkaart zien met de aanduiding Oute Waal (Oetewaal). Het geheel aan mollen, mollengangen en mollennesten zou zich achter deze keermuur kunnen bevinden. De ontleedkundige kaart van de mol/mollennest verwijzen tevens naar de bestemming van het gebouw dat boven de keermuur staat; het was het operatiecomplex van het Burgerziekenhuis. Het totale kunstwerk meet 30 bij 1 meter en is gemaakt van email op staal en lijkt voorts op een samensmelting van behang, kantwerk uit een ziekenzaal.

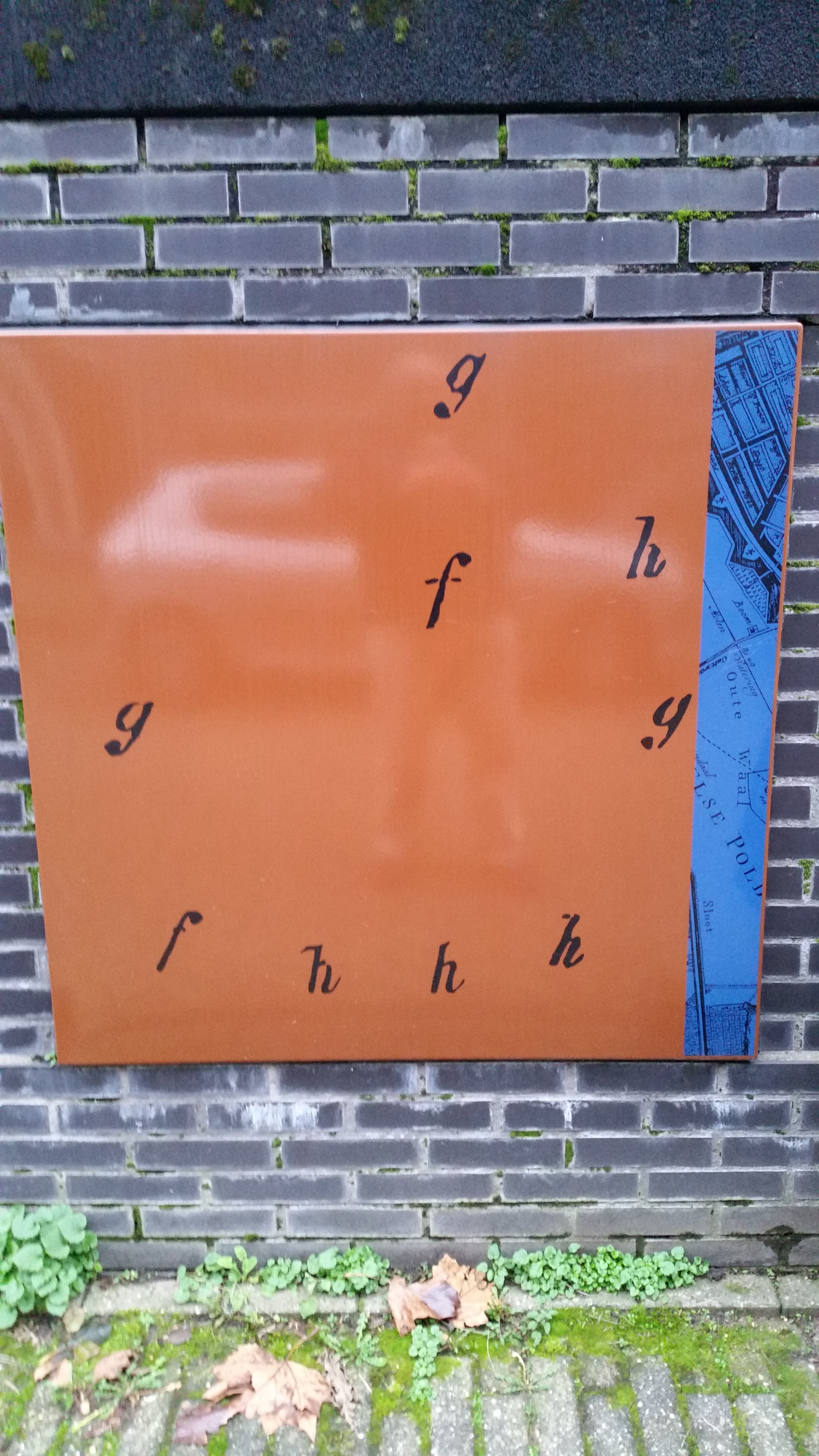
Verwaaide letters met rechts de landkaart met Oute Waal (december 2019)

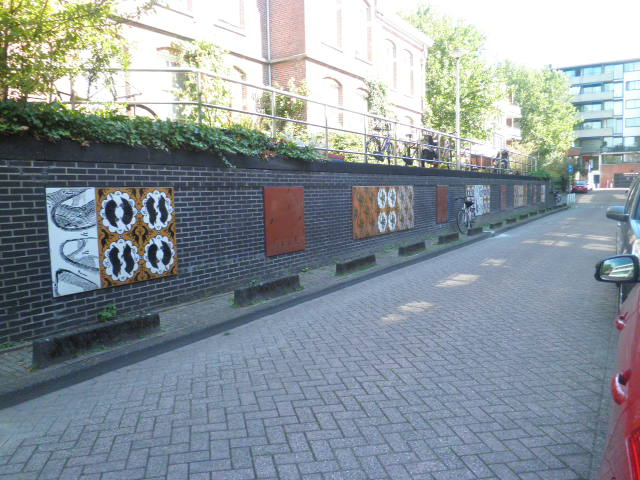
Overzicht (augustus 2013)